# Servidores de Jesús del Cottolengo del Pare Alegre
Les Servidores de Jesús del Cottolengo del Pare Alegre són un institut religiós catòlic, en concret una congregació religiosa de germanes. Les germanes fan servir les sigles S.D.J. posposades al nom.

## Història
La congregació fou fundada per Dolors Permanyer i Volart, amb l'ajut del jesuïta Joan Guim, en 1939 a Barcelona amb l'objectiu d'atendre i desenvolupar l'obra assistencial del Cottolengo del Pare Alegre, institució benèfica fundada en 1932 seguint les directrius i el carisma de Jacint Alegre, que havia mort dos anys abans.
El pare Alegre, també jesuïta, havia conegut l'obra d'atenció als malalts necessitats que havia dut a terme, al Piemont i un segle abans, sant Josep Benet Cottolengo. Veien la necessitat d'atenció dels malalts pobres de Barcelona, va decidir d'obrir-hi un establiment similar que també portaria el nom de Cottolengo, dedicat especialment als malalts irreversibles i terminals, que no poden ésser atesos en altres llocs o no tenen família que els atenguin degudament. Morí, però, en 1930 sense poder-ho haver dut a terme. Només el 10 de desembre de 1932, seguint els seus desitjos i principis, Joan Guim i Ròmul Zaragoza van obrir el Cottolengo del Pare Alegre al Passatge de Tasso 10, amb cent nens pobres.
El 23 d'octubre de 1939, festivitat de Crist Rei, Dolors Permanyer, que havia treballat en el Cottolengo, va idear de fundar una congregació per dedicar-se a la tasca de manteniment de l'obra. Amb el suport espiritual de Joan Guim es fundà la Congregación de Germanes Servidores de Jesús.
El 3 d'octubre de 1942 el Cottolengo es traslladà a la seu actual, a la Carretera del Carmel 19. En 1943, es fundà la casa de València, promoguda per l'arquebisbe de València, que havia visitat l'establiment de Barcelona i va encarregar a les germanes que s'establissin a la seva diòcesi. En 1948 se n'obrí una casa a Madrid; en 1951, a Santiago de Compostel·la; en 1952, a Las Hurdes, al municipi de Nuñomoral (Càceres); en 1963, a Alacant.
En 1984 va obrir una casa a Buenaventura (Colòmbia), i en 1998 a Popayán (Colòmbia), i en 1989, a Lisboa (Portugal).

## Activitats i difusió

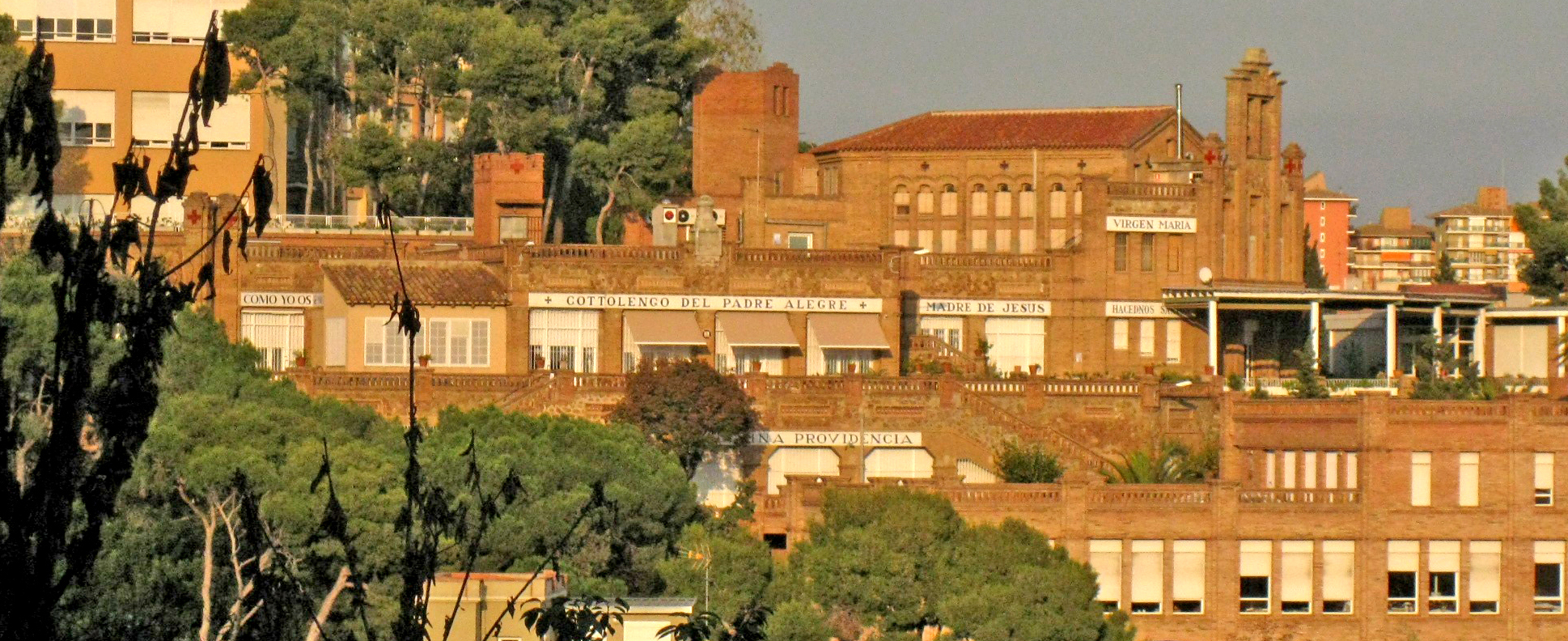
Cottolengo del Pare Alegre, a Barcelona

El carisma de la congregació és lliurar la vida al servei de Crist encarnat en els germans pobres i malalts més necessitats, formant amb ells una família. Es dediquen a l'assistència sanitària i espiritual d'aquests malalts, de totes les edats.
Avui, la congregació està present a Espanya (Barcelona, València, Algete (Madrid), Sant Vicent del Raspeig (Alacant), Santiago de Compostel·la, La Fragosa (Càceres)), Portugal (Lisboa) i Colòmbia (Buenaventura i Popayán).